# Classe Wickes
I cacciatorpediniere della classe Wickes, soprannominati four pipers, quattro pipe, in riferimento ai 4 fumaioli che essi avevano, erano unità dell'US Navy realizzate in numerose serie, leggermente diverse tra di loro, tra il 1918 e il 1921.

## La nave
L'apparato motore era potentissimo per l'epoca, basato su turbine a vapore con riduttori a ingranaggi per 27500hp, e 35 nodi di velocità.
Esse avevano un armamento di 4 cannoni da 102mm, 2 ai fianchi, gli altri a prua e poppa, che venivano abbinati a ben 12 tubi lanciasiluri da 533mm in 4 impianti tripli, un armamento eccezionale.

## Impiego
Dopo la battaglia di Dunkerque, la Royal Navy chiese aiuto agli USA e essi fornirono subito ben 50 cacciatorpediniere (30 di questa classe Wickes e 20 della classe Clemson) nell'ambito dell'accordo "cacciatorpediniere in cambio di basi" (Destroyers for bases agreement). Molte unità vennero usate come navi anti-sommergibile, posamine, navi di scorta, con uno o 2 fumaioli rimossi, ma all'inizio alcune parteciparono anche a battaglie navali in cui non riuscirono a battersi al meglio.

## Operazione Chariot
Celebre tra questi, l'ex USS Buchanan, ribattezzato HMS Campbeltown, che venne sacrificato in una missione suicida a Saint-Nazaire il 28 marzo 1942 per danneggiare un bacino di carenaggio che avrebbe potuto ospitare la nave da battaglia tedesca Tirpitz e le altre navi maggiori, permettendone una riparazione dopo una loro eventuale incursione in Atlantico.
La nave, imbottita di esplosivo con vari timer annegati dentro cassoni di cemento per renderne impossibile la disattivazione, venne portata a Saint-Nazaire da un equipaggio di volontari, dopo essere stata resa simile ad un cacciatorpediniere tedesco della classe Möwe. Con essa viaggiava una flottiglia di imbarcazioni d'assalto piene di commando che neutralizzarono le difese del porto ed avevano il compito di reimbarcare l'equipaggio. Su 611 uomini della forza d'assalto, 169 morirono, 215 vennero catturati e gli altri 222 vennero evacuati dalle imbarcazioni superstiti. Il bacino venne reso inutilizzabile dall'esplosione, che uccise anche 250 tra tedeschi e civili francesi, e fu riparato solo nel 1947.